# Shiira
Shiira (シイラ, giapponese per "lampuga") era un browser web per il sistema operativo macOS. Secondo il suo sito web, il fine di Shiira era quello di "creare un browser migliore e più utile di Safari. Shiira era equipaggiato per utilizzare WebKit per il rendering e lo scripting.
Shiira era Open Source, e il suo codice sorgente era distribuito sotto licenza BSD. L'ultima versione 2.3 richiedeva Mac OS 10.4 o successivo, anche se alcune incompatibilità c'erano con le versioni più recenti di Mac OS X, come la 10.5 o la 10.6. Il progetto era coordinato da Makoto Kinoshita.
Dal mese di dicembre del 2011 il sito del browser non è più disponibile.

## Caratteristiche e performance
Poiché il browser è stato sviluppato riferendosi a Safari, le principali caratteristiche dei due programmi sono molto simili. Per esempio, Shiira utilizza opzioni per la navigazione privata in modo da non memorizzare cronologia e cookies. In ogni caso, Shiira migliora molte delle caratteristiche di Safari, ottenendo un proprio carattere. Il campo per la ricerca  contiene più motori di ricerca ed è completamente personalizzabile, e l'interfaccia di navigazione a schede è molto flessibile e permette agli utenti, per esempio, di trascinare le schede per riordinarle, o di aggiornare le schede quando vengono selezionate. Shiira, inoltre, sfrutta le API Cocoa per fornire agli utenti un "cassetto" che estende uno dei due lati della finestra, e che contiene segnalibri (che possono essere aperti con click singolo o doppio), cronologia, downloads e un aggregatore RSS. Nella versione 2.0 la sidebar è stata sostituita da pannelli che si possono aprire dalla barra degli strumenti principale. Shiira supporta nativamente la lettura di PDF nella finestra.

## Stile
Gli utenti possono scegliere tra il tema di Aqua e un tema "Metal", oltre a poter cambiare l'aspetto dei pulsanti. Non è ancora disponibile un sistema di personalizzazione dei temi grafici. Le schede sono personalizzabili tanto nell'aspetto, quanto nella scelta di quale scheda debba andare in primo piano alla chiusura della scheda attiva. Alcuni set di icone sono forniti con il programma. Shiira presenta anche una funzione "Tab Exposé", simile alla funzione Mission Control di Mac OS X. Ogni scheda è visibile completamente, permettendo una facile selezione.